# ルシッチ・グループ
破壊工作・攻撃偵察グループ "ルシッチ"(ロシア語: Диверсионно-штурмовая разведывательная группа «Ру́сич»)は、2014年6月から2015年7月までのドンバス戦争でノヴォロシア人民共和国連邦側として、またロシアのウクライナ侵攻でロシア軍の一部として、ともにロシア・ウクライナ間の戦争に参加した親ロシア極右主義者の戦闘部隊である。
「ルシッチ」の歴史の始まりは2009年であり、軍事訓練のための基地が設立された 。
創設者のアレクセイ・ミカコフ（1991年 - ）はサンクトペテルブルク出身の悪名高いネオナチで 、2011年に子犬を拷問して斬首する動画をオンラインに投稿して耳目を集めた人物である。ドンバスに送られる前は "Fritz"というニックネームを持っており（そこで "Serb"というコールサインに変更）、兵役を経てロシア帝国運動の戦闘部門が運営するノヴォロシア支援コーディネーションセンター（KCPN）で軍事訓練プログラムに参加した。
ミカコフ曰く、「ルシッチ」は「ロシアとヨーロッパからの義勇兵で構成される閉鎖的な集団」として活動し、ポーランドのネオナチ集団 "Zadruga"のメンバーの少なくとも一人はこの部隊の構成員として戦った。また、この部隊にはロシア連邦麻薬流通監督庁の特殊部隊のメンバーが配属されていることが判明した。
ルーン文字、特にティワズ（ᛏ）（武勇の神テュールの意）、コロヴラート、バルクヌート、コード・スローガンなどがグループのシンボルとして使用されている。また、ロシアの多くの民族主義者と同様にロシア帝国旗（黒・黄・白）を使用するが、順番が逆になっている。
「ルシッチ」は民間軍事会社ワグネル・グループとの密接な関係が報道されており、アレクセイ・ミカコフとワグネル・グループの司令官であるドミトリー・ウトキン中佐はどちらもロシア空挺軍の第76親衛空挺師団出身である。
2022年、「ルシッチ」とその指揮官アレクセイ・ミカコフおよびヤン・ペトロフスキーはハルキウ州での戦闘における「特別な残虐行為」によりアメリカ合衆国の制裁リストに加えられた。

## 戦闘への参加

### ドンバス戦争
「ルシッチ」はドンバス戦争において、ルガンスク人民共和国軍の一部として活動した。主な協力者はロシア派の分離主義者の司令官アレクサンダー・「バットマン」・ベドノフ中佐率いる第4独立自動車化狙撃旅団であり、ノヴォスヴィトリフカ近くのルハンスク空港の戦いや2014年9月5日のウクライナ軍のアイダール大隊の隊列への襲撃といった作戦に参加した。2015年1月にベドノフ中佐が殺害された後、ウクライナを去っている。
この間「ルシッチ」のメンバーらはウクライナ兵の遺体から耳を切り落とす、もしくは火をつける、捕虜を拷問するといった所業を行っており、ウクライナ、国際刑事裁判所 (ICC)から戦争犯罪として訴追された。
その後、殺されたウクライナの兵士の写真や、グループが捕虜を取らないという逸話から、ウクライナのメディアやブロガーの間で否定的な意味合いで最も言及され、ドイツの連邦情報局（BND）内部文書にも「極度の残虐行為で知られ」、リーダー2人のうちの1人がサディストであると書かれていたという。
2017年にウクライナの軍事検察庁はミカコフを40人のウクライナ兵殺害に関与したと告発している。
ドンバス戦争終了後、ミカコフは極右思想を掲げる民間軍事会社E.N.O.Tコープと共にロシアの特別キャンプで10代の若者達への戦闘訓練に従事した。

### シリア内戦
「ルシッチ」はシリア内戦中、ロシアの石油企業がロシア企業が所有する戦略的に重要なシリアの油田やガスパイプラインの警備を行っていた。この際、彼らの一人が古代遺跡の前でナチス式の敬礼を取る写真をInstagramにアップロードした。
またヤン・ペトロフスキーは、"Þorbrandr"という武装集団を率いてシリア内戦に参加した。"Þorbrandr"はノルウェーの独立メディアのインタビュー中にノルウェー国旗を掲げ、自分達をノルウェー、スウェーデン、アイスランドから来た北欧人義勇兵であるかのように語っていたが、現在は2016年にノルウェー在住権を剥奪されたペトロフスキー以外の北欧人は参加が確認されず、その正体は「ルシッチ」と判明している。

### 2022年ロシアのウクライナ侵攻
2022年4月8日、「ルシッチ」はロシアが今後攻撃を集中させるとみられるウクライナ東部地域に姿を現した。
同年8月28日、ミカコフがウクライナ軍人の耳を切り落とし、焼かれた遺体と写真を撮ったことが報じられた。9月22日、ミカコフはTeleglamで自分の部下や他の部隊のロシア兵に捕虜となったウクライナ兵を尋問し、殺害した後で遺体の場所と引き換えに親族から活動資金を得るよう呼びかけ、それらの方法についても具体的に指示した。10月には、ウクライナの児童（10歳以上の女子、5歳以上の男子）の根絶を提案している。また11月には麻薬取引、ウクライナの慈善団体のサイトのハッキング、マルウェアによる暗号通貨の窃盗をしていることが判明しており、Medusaの取材に対してミカコフ本人が認めている。
2023年8月25日、ぺトロフスキーがヘルシンキで逮捕され、フィンランド当局に拘留された。翌26日、ルシッチは自らのTelegramチャンネルでペトロフスキーがロシアに引き渡されるまで部隊はいかなる戦闘任務も停止するとコメントしている。
2025年1月6日、ルシッチはミカコフが2022年からアフマト・カディロフ名称特別任務民警連隊を率いるアプティ・アラウディノフ司令官と会談したことを発表した。ミカコフは「会談は『友好的な雰囲気で』行われ、『全員が納得していなかった』」が、「『紛争状況の排除と個人的な関係の発展に関する共通の立場」を築くことができた」としている。この会談後に受けた批判に答える動画では「差し伸べられた友情の手をどうして拒まなければならない？」と述べた。ルシッチとアフマト大隊の間には2024年に子どもたちの愛国教育を巡っての紛争が起きており、ルシッチは愛国教育をチェチェン人が行うことに反対していた。